# Aegidinus oreibates
Aegidinus oreibates är en skalbaggsart som beskrevs av Colby 2009. Aegidinus oreibates ingår i släktet Aegidinus och familjen Hybosoridae. Inga underarter finns listade i Catalogue of Life.